# Morrone del Sannio
Morrone del Sannio är en ort och kommun i provinsen Campobasso i regionen Molise i Italien. Kommunen hade 576 invånare (2018).